# Смардан (Ботошани)
Смардан (рум. Smârdan) насеље је у Румунији у округу Ботошани у општини Сухарау. Oпштина се налази на надморској висини од 205 m.

## Становништво
Према подацима из 2002. године у насељу је живело 703 становника, од којих су сви румунске националности.